# Nanxindian (sockenhuvudort i Kina, Shanxi Sheng, lat 35,97, long 111,36)
Nanxindian är en sockenhuvudort i Kina. Den ligger i provinsen Shanxi, i den norra delen av landet, omkring 240 kilometer sydväst om provinshuvudstaden Taiyuan. Antalet invånare är 42 937. Befolkningen består av 21 052 kvinnor och 21 885 män. Barn under 15 år utgör 16,0 %, vuxna 15-64 år 75 %, och äldre över 65 år 7,0 %.
Runt Nanxindian är det tätbefolkat, med 476 invånare per kvadratkilometer. Närmaste större samhälle är Linfen, 19,5 km nordost om Nanxindian. Trakten runt Nanxindian består till största delen av jordbruksmark.
Genomsnittlig årsnederbörd är 635 millimeter. Den regnigaste månaden är juli, med i genomsnitt 164 mm nederbörd, och den torraste är december, med 3 mm nederbörd.